# René Blieck
René Blieck (Schaerbeek, 1º maggio 1910 – Baia di Lubecca, 3 maggio 1945) è stato un poeta e avvocato belga.

## Biografia
Originario della banlieue di Bruxelles, René Blieck ha studiato giurisprudenza presso all'Université libre de Bruxelles, dove si è unito al movimento studentesco marxista. È stato quindi membro del comitato di controllo degli intellettuali antifascisti e si era impegnato nella pace mondiale. Lavorando come avvocato alla Corte d'appello di Bruxelles, è stato al tempo stesso editore di diverse pubblicazioni, scrittore e poeta.
Membro di spicco del Partito Comunista, collaborò a riviste segrete e collaborò a operazioni di resistenza sotto l'occupazione tedesca. Fu arrestato dalla Gestapo il 22 giugno 1941, quando i tedeschi invasero l'Unione Sovietica. Fu internato nel campo di concentramento di Neuengamme, non senza aver prima attraversato il sinistro Fort Breendonk, da giugno a settembre 1941. Svolse un ruolo attivo nel movimento di resistenza che esisteva nel campo stesso, giocando in particolare, il ruolo di ufficiale di collegamento con i prigionieri politici francesi che arrivarono nel campo nel 1944. Durante la sua permanenza a Neuengamme scrisse segretamente poesie su pezzi di carta rubati, che lui e i suoi compagni impararono allora a memoria.
Durante l'evacuazione del campo verso la fine della guerra, non volendo lasciare i suoi compagni francesi, morì con loro quando, il 3 maggio 1945, l'aeronautica britannica affondò nella baia di Lubecca il transatlantico Cap Arcona su cui erano stati imbarcati.
Un premio letterario belga porta il suo nome. 

## Opere
- Poèmes pour Éliane (con una prefazione di Roger Bodart), Éditions de l'Avant-Poste, Verviers 1931.
- L'Expédition vers la terre, poèmes, Cercle d'art de l'U.L.B., Bruxelles 1934.
- Brumes du monde, poèmes, 1931-1938, Éditions Germinal, Bruxelles 1938.
- Poèmes : 1937-1944 (con una prefazione di Paul Éluard), Les Écrivains Réunis, Lyon 1954.